# Комплекс Федри
Комплекс Федри — неофіційне, ненаукове позначення сексуального бажання мачухи до її пасинка, хоча термін було розширено, щоб охопити складні стосунки між вітчимами та пасинками загалом.

## Витоки

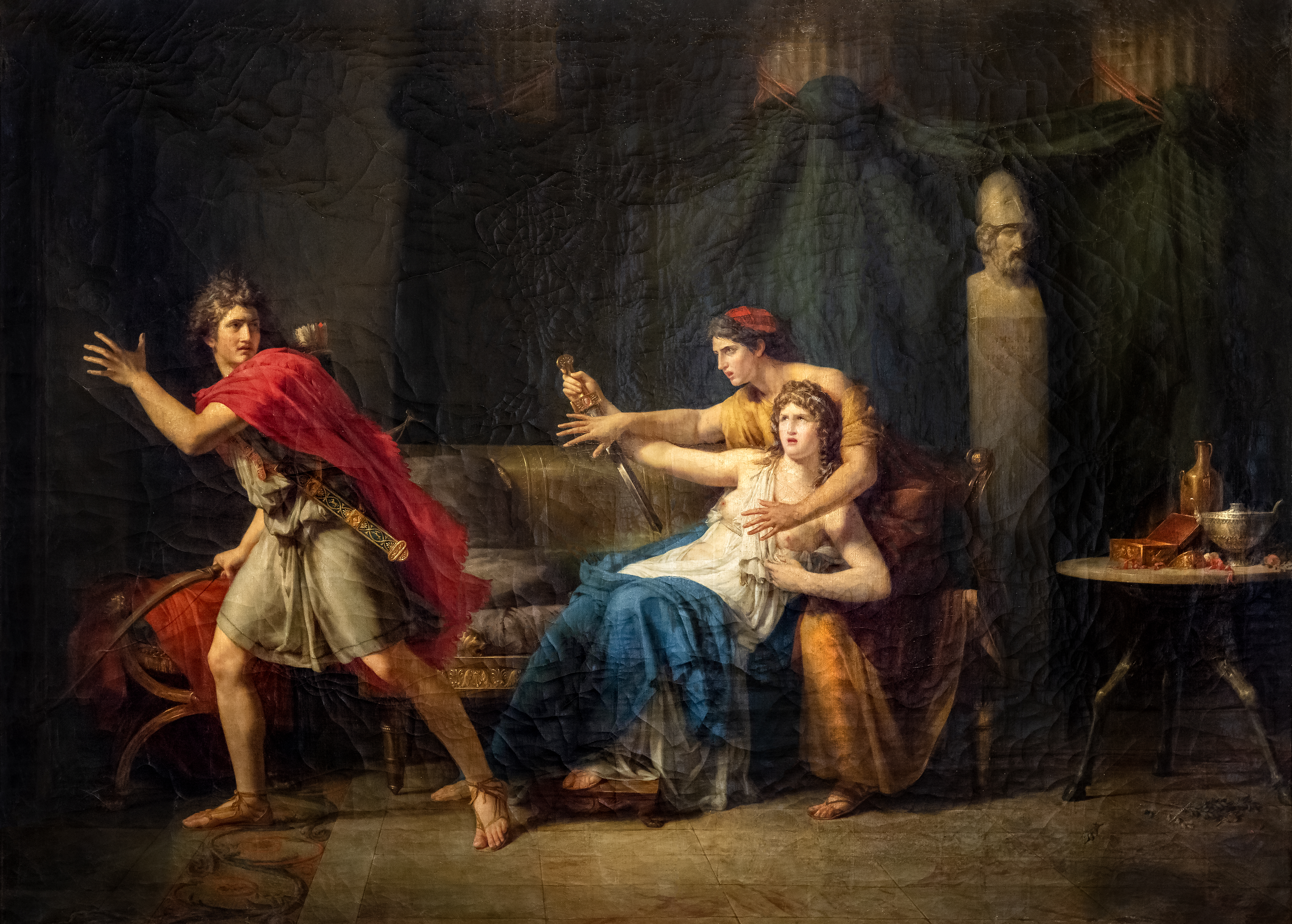
Іполит після зізнання Федри, його тещі, художник Етьєн-Бартелемі Гарньє; Музей Енгра, Монтобан

Свою назву комплекс бере з грецької міфології. Федра була дочкою Міноса та Пасіфаї, дружиною Тесея, сестрою Аріадни та матір'ю Демофонта Афінського та Акама. Хоча Федра була одружена з Тесеєм, вона закохалася в Іпполіта, сина Тесея, який народився або від Іпполіти, цариці амазонок, або від Антіопи, її сестри.
Коли Іпполіт відмовив Федрі в залицянні, вона неправдиво звинуватила його в тому, що він її освідчився. Зрештою, Федра наклала на себе руки з докорів сумління після його смерті.

## Культурні аналоги
- Амата в «Енеїді» розглядається як споріднена з Федрою любов до її майбутнього зятя Турна та її можливе самогубство після звістки про його смерть.[5]
- У єврейській Біблії дружина Потіфара Зулейха накинулася на Йосипа, але Йосип відмовив їй. Так Зулейха звинуватила Йосипа в зґвалтуванні і його посадили, але згодом звільнили. За переказами, Зулейха заїхала перед Йосипом багатьма своїми прийомними дітьми.
- У баладі «Дитинча Сови» леді Ерскін робить пропозицію своєму племіннику, а після спростування звинувачує його в спробі спокусити її, що призвело до його вбивства.

## Інше використання
- Французький філософ Жорж Батай використав той самий термін у зовсім іншому сенсі, щоб описати хворобливий потяг до трупа.[6]

## Подальше читання
- Alberto Moravia, The Lie (1966)
- Mary Renault, The Bull from the Sea (1962)